# Sundasciurus philippinensis
Sundasciurus philippinensis — вид гризунів родини Sciuridae, ендемічний для Філіппін. Філіппінську деревну білку можна зустріти лише в Палавані, Бохолі, Лейте, Самарі та Сіаргао. 

## Середовище
Зустрічається від 0 до 2100 метрів. Цей вид зустрічається в дуже широкому діапазоні середовищ існування: первинні та вторинні низинні та гірські ліси, включаючи нижні узлісся мохового лісу. Він також може зустрічатися в сільськогосподарських районах і вважається шкідником сільськогосподарських культур у певних районах.

## Характеристики
S. philippinensis досягає довжини тіла приблизно від 19,0 до 19,5 см і важить близько 250 грамів. Хвіст має довжину приблизно від 13,5 до 14,5 см, троха коротший за решту тіла. Колір спини тварин однорідно коричневий, а колір черева — від сірого до тьмяно-помаранчевого. Навколо очей у тварин є червонувате кільце, а хвости мають кільця.